# Puente de Hierro (Soria)
El puente de Hierro es un monumento de la ciudad española de Soria, en la provincia homónima. El puente salva el río Duero y se construyó en 1929 cuando se realizó la sección Soria-Calatayud del ferrocarril Santander-Mediterráneo, siento empleado posteriormente en la línea Soria-Castejón.

## Historia
El puente se construyó en el año 1929. El 27 de agosto de ese mismo año cruzaba por primera vez por él una locomotora y al siguiente se verificaba la prueba de peso con “la locomotora pesada nº 111 que arrastraba un coche con viajeros”. La entrada en servicio del mismo no iba a producirse hasta el 21 de octubre de 1929, que es cuando se inauguró la Sección Soria-Calatayud del ferrocarril Santander-Mediterráneo. En 1941, tras catorce años de construcción, quedaba inaugurado el ferrocarril Soria-Castejón, “seis años más tarde de los previstos por las dificultades de la República”.
El ferrocarril Santander-Mediterráneo fue clausurado al tráfico en 1985. Al suprimir RENFE el servicio de pasajeros entre Soria y la localidad navarra de Castejón, en 1996, el puente quedó en desuso desde ese año hasta la actualidad. En 2010 se realizó la iluminación ornamental del puente mediante tecnología led con tonalidades en azul y en blanco frío que contribuyen a mejorar su atractivo.

## Arquitectura
El Puente de Hierro tiene 70 metros de luz y 10 de altura, 30 000 remaches y 360 toneladas de peso. Se apoya en dos estribos a ambos lados del río Duero previstos para doble gálibo, del que solo se puso en obra la mitad norte.